# Appy Pie
Appy Pie es un creador de aplicaciones móviles lanzado para plataformas Android, iOS, Fire OS y Windows Phone que permite a sus usuarios crear y monetizar diferentes tipos de aplicaciones móviles. También presenta su propio mercado para mostrar las aplicaciones creadas a través de él. Appy Pie lanzó la versión beta de su servicio de creación de aplicaciones móviles WYSIWYG el 14 de abril de 2015. 
En abril de 2020, Appy Pie adquirió AppMakr, fusionando AppMakr en su plataforma de desarrollo y dando como resultado la plataforma sin código más grande del mundo

## Resumen
Appy Pie es un programa que permite a las personas crear y monetizar aplicaciones. Según sus creadores, la plataforma Creadora de aplicaciones fue diseñada para ser fácilmente accesible para personas sin experiencia. Está disponible en plataformas iOS, Android, Windows Phone y Fire OS.
En mayo, el fabricante de aplicaciones lanzó un programa de revendedores para Appy Pie que permite a las personas crear aplicaciones de marca blanca. Posteriormente, la aplicación recibió soporte para más tipos de aplicaciones, incluido el intercambio de imágenes, la plataforma de eventos y las redes sociales. En febrero de 2017, Appy Pie agregó funciones de realidad aumentada (AR) y realidad virtual. Estas características incluyen el reconocimiento y seguimiento de imágenes, así como también un visor panorámico y de video 360. Esta característica se ha utilizado para diversas funciones, como información nutricional para restaurantes, pasajes de la Biblia en las iglesias y presentaciones de las casas por parte de agentes de bienes raíces. En julio de 2017, Appy Pie agregó "Hojas de cálculo", una función que permite a los usuarios "vincular todas sus hojas de cálculo y formularios de Google en una aplicación para modificarla en tiempo real". En agosto de 2017, Appy Pie lanzó la reserva de habitaciones, Bienes inmuebles y eventos personalizados como parte de la plataforma. La compañía sigue agregando funciones en su plataforma, para satisfacer más necesidades, mejorando su sistema, haciéndolo más intuitivo y fácil de usar. En junio de 2019, un creador de Chatbot fue agregado como función en Appy Pie.

## Historia
Appy Pie fue fundado por Abhinav Girdhar. Hizo la aplicación debido a las solicitudes de los clientes para el desarrollo de aplicaciones de bajo costo. A partir de agosto de 2017, la compañía tiene tres oficinas en Virginia, Londres y Nueva Delhi, así como aproximadamente 235 empleados. En agosto de 2017, apareció una nueva regla sobre iTunes que prohíbe las aplicaciones sin código fuente de la tienda. Girdhar argumentó que esto dañaría la capacidad de las pequeñas empresas para hacer aplicaciones.

## Recepción
Un artículo de Los Angeles Times de 2014 cita a su competidor Alexandra Keating diciendo que Appy Pie y otras aplicaciones móviles similares "carecían de elegancia". Fue seleccionado por India Times como un ejemplo de un programa que lo ayuda a hacer sus propias aplicaciones.
Johna Revesencio para "The Huffington Post" recomendó Appy Pie para las personas que carecen de habilidades de codificación y desean desarrollar una aplicación. El empresario AJ Agrawal nombró a Appy Pie su herramienta de software no técnica favorita de 2015. La escritora de Macworld Sarah Jacobsson Purewal incluyó a Appy Pie en un artículo que cubría las herramientas de creación de aplicaciones "DIY" (Por sus siglas en inglés Do It Yourself). Señaló que era simple y fácil de usar para los principiantes. Sin embargo, agregó que su simplicidad puede conducir a conceptos de diseño menos creativos y más limitados. El editor de GamesBeat, Jeff Grubb, señaló que, si bien la herramienta Creador de juegos de Appy Pie era más compleja que Code.org, que enseña a las personas cómo codificar un clon de Flappy Bird, el resultado final es casi el mismo. En un artículo para "Los Angeles Times" de Paresh Dave, el fundador del programa de creación de aplicaciones DWNLD (un fabricante de aplicaciones competidor) notó que la simplicidad excesiva de herramientas como Appy Pie la llevó a crear la aplicación. La escritora Paula Mooney criticó la aplicación por publicitar que su función creadora de juegos es gratuita, pero solo para funciones muy limitadas. Según David Ramei de ADT Mag, la firma de investigación "Clutch" clasificó a Appy Pie entre las principales "herramientas de codificación de aplicaciones DIY". Ramei más tarde notó que el nombre Appy Pie "puede no cosechar mucho respeto en la comunidad de desarrollo tradicional ... (es) Avance en la empresa ". En un ranking de las mejores aplicaciones para la creación de aplicaciones, Appy Pie fue subcampeón. La autora Sara Angeles destacó sus funciones de conectividad y aplicaciones comerciales. El personal de Business.com lo evaluó positivamente y lo elogió por su interfaz limpia y su facilidad de uso. El escritor emprendedor Murray Newlands llamó a Appy Pie uno de los mejores creadores de aplicaciones móviles simples.